# Carl Henric Schartau
Carl Henric Schartau, född den 23 oktober 1837 på Fogdarp i Bosjöklosters socken, Malmöhus län, död den 18 november 1897 i Kristianstad, var en svensk militär. Han var brorson till Frans Schartau och bror till Frans Thomas Schartau.
Schartau blev underlöjtnant vid Vendes artilleriregemente 1856, löjtnant där 1862, kapten där 1869 och major där 1884. Han befordrades till överstelöjtnant  i armén 1892 och till överste 1895. Schartau invaldes som ledamot av Krigsvetenskapsakademiens andra klass 1877. Han blev riddare av Svärdsorden samma år.